# Morti nel 2023/Marzo
| Questa pagina contiene informazioni ricavate automaticamente dalle voci biografiche con l'ausilio del template Bio e di un bot. L'aggiornamento è periodico e automatico e ricostruisce completamente la pagina. Se manca una persona in questa lista, sei pregato di non aggiungerla, ma accertati piuttosto che la sua voce biografica contenga il template Bio e che i dati anagrafici siano correttamente compilati. Se il template Bio manca, inseriscilo tu stesso o, in alternativa, metti l'avviso {{tmp\|Bio}} che ne segnala la mancanza. Se i dati riportati sono sbagliati, correggi direttamente la voce biografica; le modifiche saranno visibili in questa lista entro pochi giorni. Per chiarimenti vedi il progetto biografie. La lista contiene solo le 222 persone che sono citate nell'enciclopedia e per le quali è stato implementato correttamente il template Bio. Pagina aggiornata al 2 giu 2025. |

- 1º marzo - Ahmed Arab, calciatore francese (n. 1933)
- 1º marzo - Just Fontaine, calciatore e allenatore di calcio francese (n. 1933)
- 1º marzo - Olga Kennard, biologa ungherese (n. 1924)
- 1º marzo - Gilberto Malvestuto, partigiano italiano (n. 1921)
- 1º marzo - Allan McGraw, calciatore e allenatore di calcio scozzese (n. 1939)
- 1º marzo - Jerry Richardson, giocatore di football americano, imprenditore e dirigente sportivo statunitense (n. 1936)
- 1º marzo - Carlo Stelluti, sindacalista e politico italiano (n. 1944)
- 2 marzo - Giuseppe Cacciatore, filosofo italiano (n. 1945)
- 2 marzo - Per Kristoffersen, calciatore norvegese (n. 1937)
- 2 marzo - Steve Mackey, bassista e produttore discografico britannico (n. 1966)
- 2 marzo - Enrico Minto, calciatore italiano (n. 1935)
- 2 marzo - María Onetto, attrice argentina (n. 1966)
- 2 marzo - Wayne Shorter, sassofonista, musicista e compositore statunitense (n. 1933)
- 3 marzo - Bruno Astorre, politico italiano (n. 1963)
- 3 marzo - Remo Cacitti, storico e filantropo italiano (n. 1948)
- 3 marzo - Carlos Garnett, sassofonista panamense (n. 1938)
- 3 marzo - Hanna Jansen, cestista olandese
- 3 marzo - David Lindley, cantante e polistrumentista statunitense (n. 1944)
- 3 marzo - Jaak Lipso, cestista sovietico (n. 1940)
- 3 marzo - Argentina Menis, discobola rumena (n. 1948)
- 3 marzo - Franco Mulas, pittore italiano (n. 1938)
- 3 marzo - Kenzaburō Ōe, scrittore giapponese (n. 1935)
- 3 marzo - Alexandru Scripcenco, calciatore moldavo (n. 1991)
- 3 marzo - Tom Sizemore, attore, produttore cinematografico e cantante statunitense (n. 1961)
- 3 marzo - Margherita Spiluttini, fotografa austriaca (n. 1947)
- 3 marzo - Rafael Viñoly, architetto uruguaiano (n. 1944)
- 4 marzo - Romualdo Arppi Filho, arbitro di calcio brasiliano (n. 1939)
- 4 marzo - Francisco J. Ayala, biologo e filosofo spagnolo (n. 1934)
- 4 marzo - Phil Batt, politico e musicista statunitense (n. 1927)
- 4 marzo - Jacques Boigelot, regista belga (n. 1929)
- 4 marzo - Joseph Gabriel Fernandez, vescovo cattolico indiano (n. 1925)
- 4 marzo - Robert Haimer, cantante e musicista statunitense (n. 1954)
- 4 marzo - Judy Heumann, attivista statunitense (n. 1947)
- 4 marzo - Jan Lambrecht, teologo belga (n. 1926)
- 4 marzo - János Rácz, cestista ungherese (n. 1941)
- 4 marzo - Paul Sarkozy, militare, imprenditore e pittore ungherese (n. 1928)
- 4 marzo - Spot, produttore discografico e polistrumentista statunitense (n. 1951)
- 4 marzo - Leo Sterckx, pistard belga (n. 1936)
- 5 marzo - Klaus-Michael Bonsack, slittinista tedesco orientale (n. 1941)
- 5 marzo - Claire Etcherelli, scrittrice francese (n. 1934)
- 5 marzo - Piero Gilardi, scultore italiano (n. 1942)
- 5 marzo - Frank Griswold, vescovo anglicano statunitense (n. 1937)
- 5 marzo - Allan Jay, schermidore britannico (n. 1931)
- 5 marzo - Franco Massa, imprenditore italiano (n. 1940)
- 5 marzo - Pierluigi Onorato, politico e magistrato italiano (n. 1938)
- 5 marzo - Pedro Rodrigues Filho, serial killer brasiliano (n. 1954)
- 5 marzo - Gary Rossington, musicista e chitarrista statunitense (n. 1951)
- 5 marzo - Shōzo Sasahara, lottatore giapponese (n. 1929)
- 6 marzo - Georgina Beyer, politica neozelandese (n. 1957)
- 6 marzo - Valerio Castronovo, storico e giornalista italiano (n. 1935)
- 6 marzo - Pavel Charin, canoista sovietico (n. 1927)
- 6 marzo - Egon Hansen, calciatore danese (n. 1937)
- 6 marzo - Rino Icardi, giornalista e paroliere italiano (n. 1937)
- 6 marzo - Jörg Jarnut, storico tedesco (n. 1942)
- 6 marzo - Traute Lafrenz, attivista e medica tedesca (n. 1919)
- 6 marzo - Benigno Luigi Papa, arcivescovo cattolico italiano (n. 1935)
- 6 marzo - Alfonso Quaranta, magistrato e giurista italiano (n. 1936)
- 6 marzo - Josef Vojta, calciatore cecoslovacco (n. 1935)
- 7 marzo - Ian Falconer, scrittore, illustratore e designer statunitense (n. 1959)
- 7 marzo - Salvador Farfán, calciatore messicano (n. 1932)
- 7 marzo - André Haefliger, matematico svizzero (n. 1929)
- 7 marzo - Patricia McCormick, tuffatrice statunitense (n. 1930)
- 7 marzo - Dmytro Kocjubajlo, militare ucraino (n. 1995)
- 7 marzo - Augusto Lauro, vescovo cattolico italiano (n. 1923)
- 7 marzo - Lynn Seymour, ballerina, direttrice artistica e attrice canadese (n. 1939)
- 8 marzo - Marcel Amont, cantante e attore francese (n. 1929)
- 8 marzo - Gianmarco Calleri, imprenditore, dirigente sportivo e calciatore italiano (n. 1942)
- 8 marzo - Tonino Casula, artista e scrittore italiano (n. 1931)
- 8 marzo - Italo Galbiati, allenatore di calcio e calciatore italiano (n. 1937)
- 8 marzo - Bert I. Gordon, regista, sceneggiatore e produttore cinematografico statunitense (n. 1922)
- 8 marzo - Moa Tahi, attrice e modella statunitense (n. 1932)
- 8 marzo - Chaim Topol, attore israeliano (n. 1935)
- 9 marzo - Robert Blake, attore statunitense (n. 1933)
- 9 marzo - Shirō Hashizume, nuotatore giapponese (n. 1928)
- 9 marzo - Satish Kaushik, regista, attore e produttore cinematografico indiano (n. 1956)
- 9 marzo - Carlo Macchitella, produttore cinematografico, produttore televisivo e saggista italiano (n. 1952)
- 9 marzo - Raphael Mechoulam, biologo e chimico israeliano (n. 1930)
- 9 marzo - Fazalur Rehman, hockeista su prato pakistano (n. 1941)
- 9 marzo - Pearry Teo, regista e sceneggiatore singaporiano (n. 1978)
- 9 marzo - Chikage Ōgi, politica e attrice giapponese (n. 1933)
- 10 marzo - Tony Vincent, tennista statunitense (n. 1925)
- 10 marzo - Sergio Dell'Acqua, cestista e calciatore svizzero (n. 1937)
- 10 marzo - Napoleon XIV, cantante, compositore e produttore discografico statunitense (n. 1938)
- 10 marzo - Juvencio Osorio, calciatore paraguaiano (n. 1950)
- 10 marzo - Otis Taylor, giocatore di football americano statunitense (n. 1942)
- 11 marzo - Giulio Colavolpe, giornalista italiano (n. 1940)
- 11 marzo - Bud Grant, cestista, giocatore di football americano e allenatore di football americano statunitense (n. 1927)
- 11 marzo - John Jakes, scrittore statunitense (n. 1932)
- 11 marzo - Keith Johnstone, regista teatrale e drammaturgo britannico (n. 1933)
- 11 marzo - Ignacio López Tarso, attore e politico messicano (n. 1925)
- 11 marzo - Piero Sartogo, architetto italiano (n. 1934)
- 11 marzo - Costa Titch, rapper sudafricano (n. 1995)
- 11 marzo - Derek Weddle, calciatore inglese (n. 1935)
- 12 marzo - Franca Afegbua, politica nigeriana (n. 1943)
- 12 marzo - Giovanni Ballico, calciatore, allenatore di calcio e dirigente sportivo italiano (n. 1924)
- 12 marzo - Isabel Colegate, scrittrice britannica (n. 1931)
- 12 marzo - Chris Cooper, giocatore di baseball statunitense (n. 1978)
- 12 marzo - Dick Fosbury, altista statunitense (n. 1947)
- 12 marzo - Alf Hiltebeitel, storico delle religioni e indologo statunitense (n. 1942)
- 12 marzo - Jiang Yanyong, medico cinese (n. 1931)
- 12 marzo - Léonid Kameneff, insegnante e psicologo francese (n. 1937)
- 12 marzo - Jaume Medina, filologo classico, latinista e scrittore spagnolo (n. 1949)
- 12 marzo - Felton Spencer, cestista statunitense (n. 1968)
- 13 marzo - Antonio Cantudo, calciatore spagnolo (n. 1951)
- 13 marzo - Jim Gordon, batterista statunitense (n. 1945)
- 13 marzo - Mario Masini, direttore della fotografia italiano (n. 1939)
- 13 marzo - Patricia Schroeder, politica e avvocata statunitense (n. 1940)
- 13 marzo - Ernst Tugendhat, filosofo tedesco (n. 1930)
- 13 marzo - Barbro Westerholm, politica e medico svedese (n. 1933)
- 13 marzo - Marco Zavattini, sceneggiatore e autore televisivo italiano (n. 1934)
- 14 marzo - Bobby Caldwell, cantautore, polistrumentista e compositore statunitense (n. 1951)
- 14 marzo - Luigi Piccatto, fumettista, giocatore di football americano e allenatore di football americano italiano (n. 1954)
- 14 marzo - Nuchim Raškovskij, scacchista russo (n. 1946)
- 14 marzo - Claude Simonet, calciatore e dirigente sportivo francese (n. 1930)
- 14 marzo - Richard Wagner, scrittore, giornalista e filologo rumeno (n. 1952)
- 15 marzo - Enrico Baldini, agronomo italiano (n. 1925)
- 15 marzo - Bice Biagi, giornalista italiana (n. 1947)
- 15 marzo - Dorothy Bohm, fotografa britannica (n. 1924)
- 15 marzo - Pierluigi Concutelli, terrorista italiano (n. 1944)
- 15 marzo - Roberto De Vecchi, politico italiano (n. 1935)
- 15 marzo - Ernesto Mazzoni, politico italiano (n. 1937)
- 15 marzo - Dīmītrios Papaïōannou, calciatore greco (n. 1942)
- 15 marzo - Marisa Traversi, attrice italiana (n. 1934)
- 16 marzo - Ángel Fournier, canottiere cubano (n. 1987)
- 16 marzo - Patrick French, scrittore, biografo e storico britannico (n. 1966)
- 16 marzo - Paolo Ordanini, pianista, vibrafonista e sassofonista italiano (n. 1931)
- 16 marzo - Franco Rotelli, psichiatra italiano (n. 1942)
- 17 marzo - Giorgio Bornacin, politico italiano (n. 1949)
- 17 marzo - John Carenza, calciatore statunitense (n. 1950)
- 17 marzo - Jorge Edwards, scrittore, critico letterario e giornalista cileno (n. 1931)
- 17 marzo - Ada den Haan, nuotatrice olandese (n. 1941)
- 17 marzo - Carlo Mupo, calciatore italiano (n. 1935)
- 17 marzo - Lance Reddick, attore statunitense (n. 1962)
- 17 marzo - Raoul Servais, regista e sceneggiatore belga (n. 1928)
- 17 marzo - María Silva, attrice spagnola (n. 1941)
- 17 marzo - Dubravka Ugrešić, scrittrice croata (n. 1949)
- 17 marzo - Laura Valenzuela, attrice e conduttrice televisiva spagnola (n. 1931)
- 18 marzo - Micheline Lannoy, pattinatrice artistica su ghiaccio belga (n. 1925)
- 18 marzo - Robert Lindsay, XXIX conte di Crawford, nobile e politico scozzese (n. 1927)
- 18 marzo - Elio Lodolini, archivista, storico e paleografo italiano (n. 1922)
- 18 marzo - Joseph Powathil, arcivescovo indiano (n. 1930)
- 18 marzo - Pedro Solbes, politico spagnolo (n. 1942)
- 18 marzo - Heinz Steinmann, calciatore tedesco (n. 1938)
- 18 marzo - Pōhiva Tu‘i‘onetoa, politico tongano (n. 1961)
- 18 marzo - Valerio Vatteroni, cestista italiano (n. 1942)
- 19 marzo - Jean-Jacques Favier, ingegnere e astronauta francese (n. 1949)
- 19 marzo - Marisol Malaret, modella, conduttrice televisiva e giornalista portoricana (n. 1949)
- 19 marzo - Petar Nadoveza, calciatore e allenatore di calcio jugoslavo (n. 1942)
- 19 marzo - Emmanuel Oblitey, calciatore ghanese (n. 1934)
- 20 marzo - Osvaldo Héctor Cruz, calciatore argentino (n. 1931)
- 20 marzo - Mihai Dimancea, cestista e allenatore di pallacanestro rumeno (n. 1940)
- 20 marzo - Terry Norris, attore e politico australiano (n. 1930)
- 20 marzo - Michael Reaves, scrittore e sceneggiatore statunitense (n. 1950)
- 20 marzo - Anita Thallaug, cantante e attrice norvegese (n. 1938)
- 20 marzo - Virginia Zeani, soprano rumeno (n. 1925)
- 21 marzo - Willie Bell, allenatore di calcio e calciatore scozzese (n. 1937)
- 21 marzo - Yechezkel Chazom, calciatore israeliano (n. 1946)
- 21 marzo - Fernand Joseph Cheri, vescovo cattolico statunitense (n. 1952)
- 21 marzo - Peter Werner, regista statunitense (n. 1947)
- 21 marzo - Claude Lorius, climatologo francese (n. 1932)
- 21 marzo - Enrico Maccioni, pittore italiano (n. 1940)
- 21 marzo - Francesco Maselli, regista italiano (n. 1930)
- 21 marzo - Julie Anne Peters, scrittrice statunitense (n. 1952)
- 21 marzo - Gaetano Recchi, politico italiano (n. 1934)
- 21 marzo - Willis Reed, cestista, allenatore di pallacanestro e dirigente sportivo statunitense (n. 1942)
- 22 marzo - Rebecca Jones, attrice messicana (n. 1957)
- 22 marzo - Tony Knapp, calciatore e allenatore di calcio inglese (n. 1936)
- 22 marzo - Lucy Salani, attivista italiana (n. 1924)
- 22 marzo - Giorgio Scaramellini, politico italiano (n. 1937)
- 22 marzo - Vera Sós, matematica ungherese (n. 1930)
- 23 marzo - Tōichirō Kinoshita, fisico giapponese (n. 1925)
- 23 marzo - Rita Lakin, sceneggiatrice, produttrice televisiva e scrittrice statunitense (n. 1930)
- 23 marzo - Renzo Longhi, calciatore italiano (n. 1936)
- 23 marzo - Rolando Picchioni, politico italiano (n. 1936)
- 23 marzo - Keith Reid, poeta e paroliere britannico (n. 1946)
- 24 marzo - Walter Kintsch, psicologo statunitense (n. 1932)
- 24 marzo - Gordon Moore, imprenditore e informatico statunitense (n. 1929)
- 24 marzo - Pradeep Sarkar, regista, sceneggiatore e produttore cinematografico indiano (n. 1955)
- 24 marzo - Renso Zwiers, cestista olandese (n. 1955)
- 25 marzo - Juca Chaves, cantante, scrittore e umorista brasiliano (n. 1938)
- 25 marzo - Daniel Chorzempa, organista, clavicembalista e compositore statunitense (n. 1944)
- 25 marzo - Pavel Krotov, sciatore freestyle russo (n. 1992)
- 25 marzo - Pascoal Mocumbi, politico mozambicano (n. 1941)
- 25 marzo - Hans Richter, calciatore tedesco orientale (n. 1959)
- 25 marzo - Jacob Ziv, ingegnere israeliano (n. 1931)
- 26 marzo - Köksal Engür, attore e doppiatore turco (n. 1946)
- 26 marzo - Vladimir Vladimirovič Golicyn, giurista russo (n. 1947)
- 26 marzo - María Kodama, scrittrice e traduttrice argentina (n. 1937)
- 26 marzo - Ivano Marescotti, attore, regista teatrale e drammaturgo italiano (n. 1946)
- 26 marzo - Juan Carlos Murúa, calciatore argentino (n. 1935)
- 26 marzo - Karl-Joseph Rauber, cardinale e arcivescovo cattolico tedesco (n. 1934)
- 26 marzo - Wolfgang Schivelbusch, giornalista e storico tedesco (n. 1941)
- 26 marzo - D. M. Thomas, scrittore e poeta britannico (n. 1935)
- 26 marzo - Virginia Norwood, ingegnere aerospaziale e fisica statunitense (n. 1927)
- 27 marzo - James Bowman, controtenore britannico (n. 1941)
- 27 marzo - Kauko Kauppinen, cestista finlandese (n. 1940)
- 27 marzo - Max Hardcore, attore pornografico, produttore cinematografico e regista statunitense (n. 1956)
- 27 marzo - Gianguido Milanesi, schermidore italiano (n. 1935)
- 27 marzo - Gianni Minà, giornalista, scrittore e conduttore televisivo italiano (n. 1938)
- 27 marzo - Ennio Ponzi, rugbista a 15 italiano (n. 1951)
- 28 marzo - Ernesto García Seijas, fumettista argentino (n. 1941)
- 28 marzo - Paul O'Grady, showman, comico e attore britannico (n. 1955)
- 28 marzo - Ryūichi Sakamoto, musicista, compositore e attore giapponese (n. 1952)
- 28 marzo - Jacques Saurel, superstite dell'Olocausto e scrittore francese (n. 1933)
- 28 marzo - Manfred Schäfer, allenatore di calcio e calciatore tedesco (n. 1943)
- 29 marzo - Helen Barolini, scrittrice, traduttrice e saggista statunitense (n. 1925)
- 30 marzo - Leandro Becheroni, pilota motociclistico italiano (n. 1950)
- 30 marzo - Alfio Cantarella, batterista italiano (n. 1941)
- 30 marzo - Erika Dobosiewicz, violinista e musicista polacca (n. 1967)
- 30 marzo - Arturo Jáuregui Peña, calciatore cileno (n. 1956)
- 30 marzo - Johan Leysen, attore belga (n. 1950)
- 30 marzo - Rolf Maier, sollevatore tedesco (n. 1936)
- 30 marzo - Michael Rudman, regista teatrale e direttore artistico statunitense (n. 1939)
- 30 marzo - Mate Šestan, calciatore croato (n. 1971)
- 30 marzo - Ray Shulman, bassista, produttore discografico e compositore britannico (n. 1949)
- 31 marzo - Vittorio Ambron, rugbista a 15 italiano (n. 1940)
- 31 marzo - John Brockington, giocatore di football americano statunitense (n. 1948)
- 31 marzo - Elena Marinucci, politica italiana (n. 1928)
- 31 marzo - George Nagobads, medico lettone (n. 1921)
- 31 marzo - Boris Ulianich, politico, filosofo e storiografo italiano (n. 1925)
- 31 marzo - Milena Usenik, pesista e pittrice jugoslava (n. 1934)
- 31 marzo - Hristo Živkov, attore bulgaro (n. 1975)